# بوتریک
بوتریک (آلمانی: Butherich; ۱ ژانویهٔ ۰۴۰۰ – ۱ ژانویهٔ ۰۳۹۰) ژنرال امپراتوری روم از تبار گوت‌ها بود. تحت سلطنت امپراتور روم تئودئوس یکم، بوتریک به عنوان استاد سربازان در سالونیک مستقر شد. به گفته سوزومن در ژوئن سال ۳۹۰ او یک ارابه‌سوار معروف سیرک را در سالونیک دستگیر کرد که آشکارا به همجنس‌گرایی می‌پرداخت. این بر اساس قانون امپراتور بود که «گناه علیه طبیعت» را با مرگ مجازات می‌کرد. مردم نسبت به دستگیری، هم به دلیل محبوبیت ارابه سوار و هم به دلیل تعصبات علیه گوت‌ها، به شدت واکنش نشان دادند. بوتریک توسط اوباش در سیرک ترور شد. در تلافی، تئودوسیوس به سربازان گوتیک خود اجازه داد تا مردم شهر را مجازات کنند، آنچه به نام کشتار سالونیکی شناخته می‌شود.